# Séamus Coleman
Séamus Coleman (født d. 11. oktober 1988) er en irsk professionel fodboldspiller, som spiller for Premier League-klubben Everton og Irlands landshold.

## Klubkarriere

### Sligo Rovers
Efter oprindeligt have været en lovende gælisk fodboldspiller, havde han skiftet til fodbold. Han skiftede i 2006 til Sligo Rovers efter at have imponeret i en venskabskamp imod klubben. Han etablerede sig over 2006-07 sæsonen som en vigtig del af holdet, en rolle som han ville blive i over de næste 2,5 sæsoner.

### Everton
Coleman skiftede i januar 2009 til Everton for en pris på kun 60.000 pund. Han debuterede for klubben den 22. oktober 2009.

#### Leje til Blackpool
Coleman blev i marts 2010 udlejet til Blackpool. Coleman var her med til at vinde Championship oprykningsslutspillet, hvor at Blackpool rykkede op i Premier League for første gang i klubbens historie.

#### Gennebrud hos Everton
Efter at have vendt tilbage fra lejeaftalen havde Coleman sit gennebrud hos Everton, da han spillede i 34 kampe i 2010-11 sæsonen. Han blev efter sæsonen nomineret til PFA Young Player of the Year, som Jack Wilshere dog endte med at vinde.
Coleman havde sin hidtil bedste sæson i 2013-14. Han blev efter sæsonen kåret sem del af PFA Team of the Year i Premier League og blev også kåret som Evertons Player of the Year.
Coleman blev i august 2019 gjort til Evertons nye anfører efter at Phil Jagielka havde forladt klubben. Den 15. december 2019 spillede han sin kamp nummer 300 for Everton.

## Landsholdskarriere

### Ungdomslandshold
Coleman har repræsenteret Irland på U/21-niveau.

### Seniorlandshold
Coleman debuterede for Irlands landshold den 8. februar 2011.
Coleman var del af Irlands trup EM 2016.
Coleman led i marts 2017 en meget grim skade under en landskamp imod Wales efter en hård tackling fra Neil Taylor. Coleman havde to brud i benet, og blev herefter holdt ude af fodbold i næsten et år.

## Titler
Irland
- Nations Cup: 1 (2011)

Individuelle
- FAI Under-21 International Player of the Year: 2 (2009, 2010)
- PFA Premier League Team of the Year: 1 (2013–14)
- Everton Player's Player of the Year: 1 (2013–14)
- Everton Supporter's Player of the Year: 1 (2013–14)